# Anathana ellioti
La tupaia di Madras o tupaia indiana (Anathana ellioti) è una specie appartenente alla famiglia Tupaiidae e al genere monotipico Anathana, il cui nome deriva dal Tamil Moogil Anathaan, che significa "scoiattolo del bambù".

## Descrizione

Posizione assunta a riposo.

Misura fra i 15 e i 19 cm di lunghezza, ai quali se ne sommano altrettanti di coda.

## Biologia
Rispetto alle altre specie di tupaia, questo animale è meno spiccatamente arboricolo e passa la maggior parte del tempo a terra o fra le rocce alla ricerca di cibo, che consiste in insetti, semi, frutta, bacche e materiale vegetale.
Questi animali sono soliti scendere dagli alberi con la testa verso il basso, come i gatti: quest'abitudine è probabilmente dovuta al fatto che, come molti Scandentia, possiede delle ghiandole odorifere poste sul petto, che trovandosi a sfregare col legno marcano il territorio.

## Distribuzione

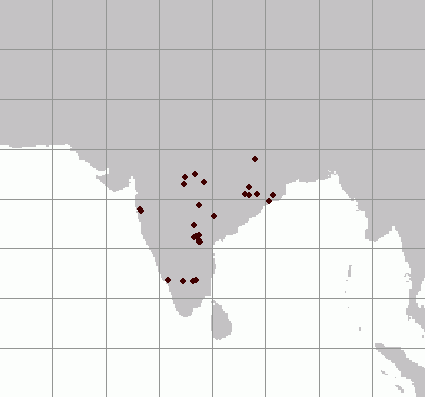
Areale

Questo animale è diffuso nel subcontinente indiano a sud del fiume Gange, dove vive nelle foreste collinari.

## Conservazione
La popolazione di questa specie è leggermente in calo a causa della riduzione del suo habitat, ma viene comunque classificata come "a rischio minimo" (LC) dalla lista rossa IUCN.